# Kinnon MacKinnon
Kinnon Ross MacKinnon (Antigonish, 1985) es un científico social canadiense que investiga la detransición, la atención médica de afirmación de género y las minorías sexuales y de género. MacKinnon es profesor adjunto de trabajo social en la Universidad de York en Toronto.
MacKinnon también fue el primer levantador de pesas trans en ganar una medalla de oro en los Gay Games.

## Primeros años y educación
MacKinnon nació en Antigonish, Nueva Escocia en 1985. Fue un atleta nacional juvenil desde temprana edad, compitiendo en esquí y snowboard.
MacKinnon obtuvo una licenciatura en artes de la Universidad Saint Mary's en 2007, una licenciatura en trabajo social de la Universidad de York en 2010 y una maestría en trabajo social de la Universidad Metropolitana de Toronto en 2011. Obtuvo un doctorado en Ciencias de la Salud Pública en la Escuela de Salud Pública Dalla Lana de la Universidad de Toronto. 
En 2014, cuatro años después de comenzar su transición, se convirtió en la primera persona transgénero en ganar una medalla de oro en levantamiento de pesas en los Gay Games. Compitió en la categoría masculina de 75 kilogramos. En 2015, MacKinnon fue nombrado "Héroe deportivo" por los Premios Inspire, junto con otros atletas LGBTQ+, Fallon Fox y Mark Tewksbury. Su participación de por vida en deportes y sus experiencias como atleta transgénero influyeron en sus primeros intereses como investigador y su compromiso con la promoción de la salud LGBTQ+ y la inclusión social.

## Carrera e investigación
La carrera de MacKinnon como investigador se ha centrado en comprender la atención médica que afirma el género y el tema emergente de la detransición de género. Es profesor adjunto de trabajo social en la Universidad de York en Toronto.
La investigación de MacKinnon ha intentado establecer una comprensión más clara de cómo se produce la detransición y su motivación. Según MacKinnon, entre el 5 y el 10 por ciento de las personas abandonan la transición debido a un cambio en su identidad.
En 2024, presentó esta investigación en varios congresos académicos, como la reunión de la Pediatric Endocrine Society y en la conferencia bianual de la World Professional Association of Transgender Health en Lisboa, Portugal.
MacKinnon es un comentarista frecuente de los medios de comunicación y sus investigaciones han sido cubiertas por importantes organizaciones de medios como Reuters, The New York Times, Der Spiegel, la Canadian Broadcasting Corporation, Slate, PinkNews, The Atlantic, y The Walrus. MacKinnon fue entrevistado acerca de su investigación sobre la detransición para un artículo de The National de CBC sobre la atención sanitaria de género para jóvenes. Es un comunicador científico activo y ha escrito sobre el uso de TikTok para compartir investigaciones con el público.

## Publicaciones seleccionadas
- 2021. Examining TikTok's potential for community-engaged, digital knowledge mobilization with equity-seeking groups Con Kia, H. y Lacombe-Duncan, A. Journal of Medical Internet Research.[18]
- 2021. Preventing "regret": An institutional ethnography of gender-affirming medical care assessment practices in Canada. Con Ashley, F., Kia, H., Lam, J., Krakowsky, Y. y Ross, LE Social Science & Medicine, 291, 1-9[19]
- 2023. (De)Transphobia: Examining the socio-politically driven gender minority stressors experienced by people who detransitioned. Boletín de Estudios Transgénero Aplicados. Con W. Ariel Gould, Florence Ashley, Gabriel Enxuga, Hannah Kia y Lori Ross. Boletín de Estudios Transgénero Aplicados 1 (3-4): 235-259[20]
- 2023. Transition-related care experiences and perspectives of individuals who Discontinued their transition or detransitioned in canada. Con Gould, WA, Enxuga, GE, Ashley, F., Kia, H., Lam, JHS, Abramovich, A. y Ross LE PLOS One.[21]
- 2024. Discontinuation of gender-affirming medical treatments: Prevalence and associated features in a non-probabilistic sample of transgender and gender-diverse adolescents and young adults in Canada and the United States. Con Jeyabalan, T., Strang, JF, Delgrado-Ron, JA, Lam, JHS, Gould, WA, Cooper, A. y Salway, T. Revista de salud adolescente.[22]